# Feiertage in St. Helena, Ascension und Tristan da Cunha
Im Britischen Überseegebiet St. Helena, Ascension und Tristan da Cunha gibt es sechs festgeschriebene Feiertage. Zum Ende eines jeden Kalenderjahres gibt die Regierung von St. Helena eine Übersicht der arbeitsfreien Tage des kommenden Jahres heraus.
Sollte Weihnachten auf einen Samstag oder Sonntag fallen, so gilt der folgende Dienstag als Feiertag. Für alle anderen Feiertage an einem Samstag oder Sonntag, soll der Gouverneur den vorhergehenden Freitag oder den nachfolgenden Montag zu einem Feiertag erklären.
Zudem werden auf Tristan da Cunha und Ascension regionale Feiertage begangen. Regelmäßig werden besondere Tage zu gesetzlichen Feiertagen, jeweils für ein Jahr, erklärt. Zuletzt war dies der 4. Juli 2016 auf Ascension.

## Feiertage
| Datum        | Bezeichnung                   | Anmerkung                |
| ------------ | ----------------------------- | ------------------------ |
| 21. Mai      | St.-Helena-Tag St. Helena Day |                          |
| 14. August   | Jubiläumstag Anniversary Day  | nur auf Tristan da Cunha |
| 25. Dezember | Weihnachten Christmas Days    |                          |
| 26. Dezember | Weihnachtsfeiertag Boxing Day |                          |

### Bewegliche Feiertage
| Bezeichnung                                          | Beschreibung                           | Anmerkung         |
| ---------------------------------------------------- | -------------------------------------- | ----------------- |
| Karfreitag Good Friday                               | Christlicher Feiertag                  |                   |
| Ostermontag Easter Monday                            | Christlicher Feiertag                  |                   |
| Himmelfahrt (Entdeckung von Ascension) Ascension Day | Christlicher und gesetzlicher Feiertag | nur auf Ascension |
| Geburtstag der Königin Queen’s Birthday              | Gesetzlicher Feiertag                  |                   |